# Olympische Sommerspiele 1996/Teilnehmer (Syrien)
| Gelbes Symbol für Goldmedaillen mit stilisierten Olympischen Ringen | Graues Symbol für Silbermedaillen mit stilisierten Olympischen Ringen | Braundes Symbol für Bronzemedaillen mit stilisierten Olympischen Ringen |
| ------------------------------------------------------------------- | --------------------------------------------------------------------- | ----------------------------------------------------------------------- |
| 1                                                                   | —                                                                     | —                                                                       |

Syrien nahm an den Olympischen Sommerspielen 1996 in Atlanta, USA, mit einer Delegation von sieben Sportlern (sechs Männer und eine Frau) teil.

## Medaillengewinner
Mit einer gewonnenen Goldmedaille belegte das syrische Team Platz 49 im Medaillenspiegel.

### Gold
| Name         | Sportart       | Wettkampf           |
| ------------ | -------------- | ------------------- |
| Ghada Shouaa | Leichtathletik | Frauen, Siebenkampf |

## Teilnehmer nach Sportarten

### Boxen
- Khaled Falah
Fliegengewicht: 9. Platz

- Khadour Adnan
Halbschwergewicht: 17. Platz

### Gewichtheben
- Abdalla Al-Sebaei
Leichtgewicht: 22. Platz

### Leichtathletik
- Ghada Shouaa
Frauen, Siebenkampf: Gold

### Ringen
- Khaled El-Farej
Fliegengewicht, griechisch-römisch: 15. Platz

- Ahmad Al-Aosta
Leichtgewicht, Freistil: 8. Platz

### Schwimmen
- Hicham El-Masry
400 Meter Freistil: 32. Platz
1500 Meter Freistil: 32. Platz